# Marcus Miller

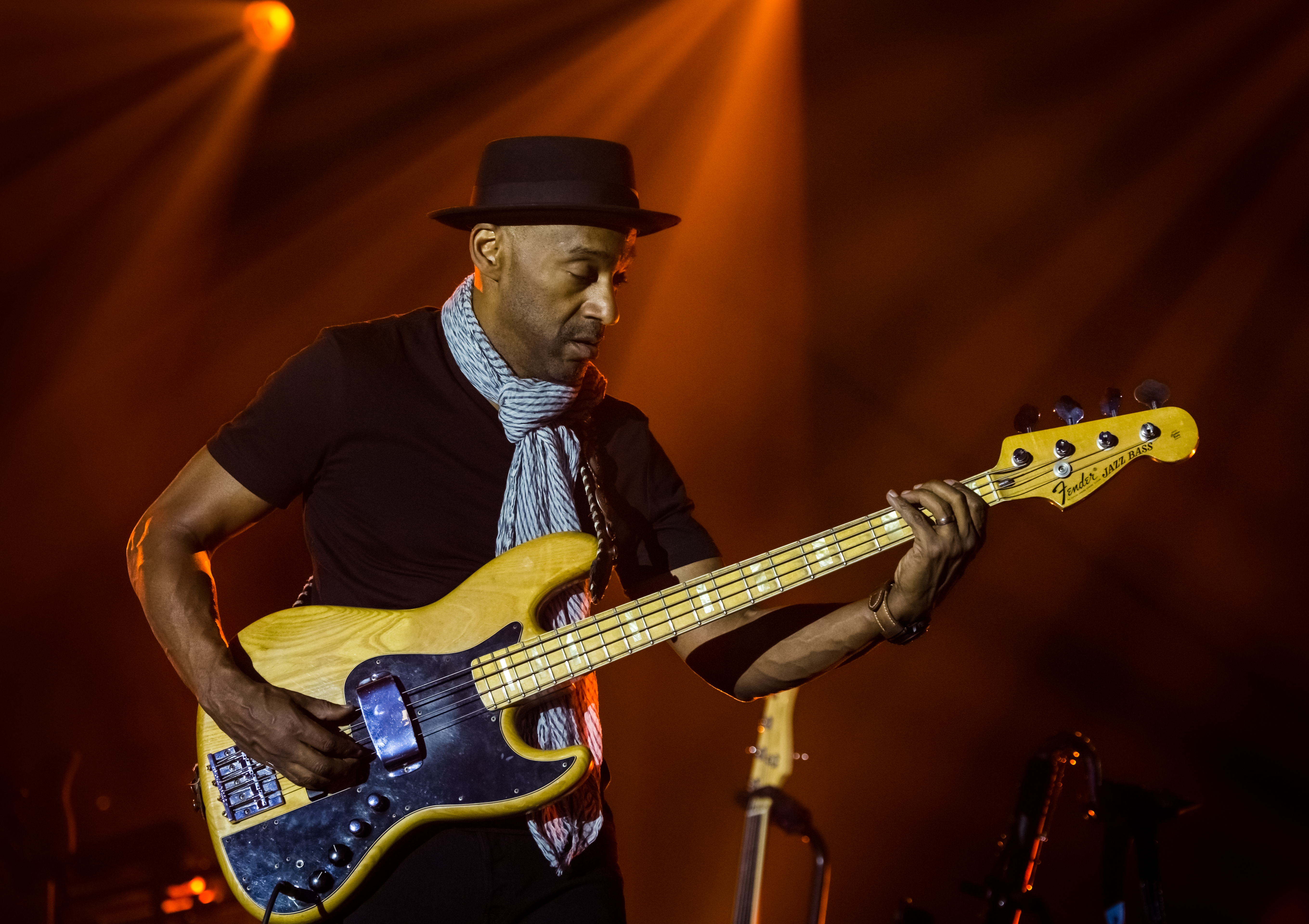
Marcus Miller live bei den Leverkusener Jazztagen 2017

Marcus Miller (* 14. Juni 1959 in Brooklyn) ist ein US-amerikanischer Musiker (Bassgitarre, Keyboard, Gitarre, Saxophon, Bassklarinette, Komposition) und gilt als stilprägender E-Bassist.

## Leben und Wirken
Miller stammt aus einer musikalischen Familie. Sein Vater spielte Piano und Kirchenorgel; der Jazzpianist Wynton Kelly war sein Großcousin. Seit seinem fünften Lebensjahr ist Miller infolge einer Maserninfektion auf seinem rechten Ohr taub. Im Alter von acht Jahren lernte er Blockflöte, mit zehn Jahren folgte die Klarinette, die auch während der High School sein Hauptinstrument war. Zu dieser Zeit spielte er in Funkbands in der Nachbarschaft Bassgitarre. Auf dem Queens College studierte er Musikerziehung. Mit 16 Jahren ging er als Bassist mit Bobbi Humphrey und 1977 mit Lenny White auf Tournee. Ab 1978 war er Mitglied der Band von Saturday Night Live.

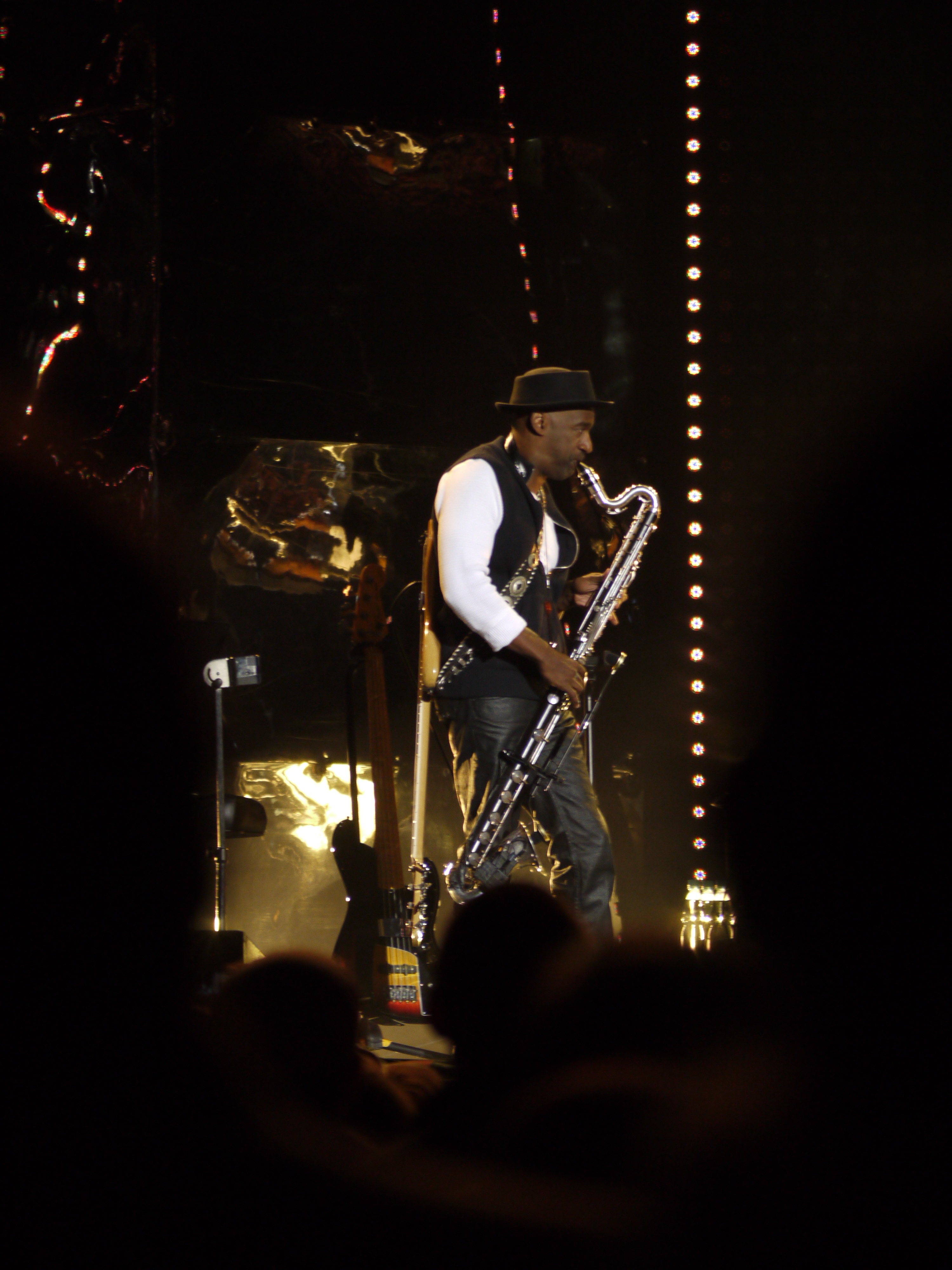
Miller mit Bassklarinette (2011)

Anerkennung errang Miller sowohl als Solokünstler und Schöpfer zahlreicher Filmmusiken als auch als Musikproduzent; besonders gefragt ist er als Studio- und Sessionmusiker. Er ist auf über 500 Plattenaufnahmen zu hören, unter anderem mit Roberta Flack, Aretha Franklin, Luther Vandross, David Sanborn, Jean Michel Jarre (Album Zoolook), Bobby McFerrin und Al Jarreau. Seinen Durchbruch erzielte er mit Miles Davis, in dessen Band er ab Anfang der 1980er-Jahre spielte. Danach konzentrierte er sich auf eigene Bandprojekte und die Zusammenarbeit mit David Sanborn, bevor Miller auf Einladung von Davis für diesen die Alben Tutu (1986) und Amandla (1988/1989) produzierte; für das letztgenannte Album schrieb er fast die gesamte Musik. Auf dem Soundtrack-Album Siesta wird er sogar gleichberechtigt neben Davis auf dem Cover genannt; dort hat er fast alle Instrumente eingespielt und die Drumgrooves programmiert. Dem Reclams Jazzlexikon zufolge versteht er es dort, „geschmackssicher elektronische Sounds zu verwenden, ohne dass sie kühl wirken. Besonders beeindruckende Stimmungen erzielt er als Bassklarinettist.“
Nach dem Tod von Davis konzentrierte sich Miller auf die Arbeit als Bandleader. Mit seinem Album M² gewann er 2002 einen Grammy als Best Contemporary Jazz Album.
Entscheidend geprägt hat er den Slapstil auf dem E-Bass. Die Slaptechnik beschreibt das Anschlagen der Basssaite mit dem Daumen, welche dadurch einen perkussiven Klang erzeugt. Diese Technik wird meist in Kombination mit dem so genannten Popping verwendet, dem Zurückschnalzen der angeschlagenen Saite. Miller befand, dass sich ein perkussiver Klang bei Rundfunkübertragungen seines Spiels besser durchsetzen würde. In Fachkreisen gilt sein Spiel als melodisch und groovig und von virtuoser Geschwindigkeit und Präzision.
Er ist mit Brenda Miller verheiratet und Vater von vier Kindern. Zu seinen Weggefährten zählen unter anderem Musiker wie Dean Brown, Poogie Bell und Omar Hakim. Gemeinsam mit den Bassisten Stanley Clarke und Victor Wooten und weiteren Musikern bildet er die Gruppe SMV, mit der er auch 2009 auf Tournee war.
Der amerikanische Gitarrenhersteller Fender widmete ihm einen E-Bass, den Marcus Miller Jazz Bass (siehe Foto).
Am 25. November 2012 fuhr er mit seiner Band von Monte Carlo, Monaco, nach Hengelo in den Niederlanden. Bei einem Unfall auf der Autobahn A2 in Schattdorf im Kanton Uri, Schweiz, starb der Fahrer des Busses, zwölf weitere Personen an Bord, darunter auch Marcus Miller, wurden verletzt.

## Diskografie (Auswahl)
unter eigenem Namen
- 1983: Suddenly
- 1984: Marcus Miller
- 1993: The Sun Don’t Lie
- 1995: Tales (DE: Gold (German Jazz Award))[4]
- 1998: Live And More (DE: Gold (German Jazz Award))
- 2001: M² (DE: Platin (German Jazz Award))
- 2002: The Ozell Tapes – Official Bootleg (Live)
- 2004: Panther Live
- 2005: Silver Rain (DE: Gold (German Jazz Award))
- 2007: Free
- 2008: Marcus
- 2010: A Night in Monte-Carlo
- 2012: Renaissance
- 2015: Afrodeezia
- 2018: Laid Black

für andere Künstler
- Grover Washington Jr.: Winelight  (Elektra, 1980)
- Dave Grusin: Mountain Dance  (1980)
- Donald Fagen: The Nightfly (1982)
- Lester Bowie: Serious Fun (1989)
- Miles Davis: The Man with the Horn (1981)
- Miles Davis: We Want Miles (1982)
- Miles Davis: Star People (1983)
- Miles Davis: Tutu (1986)
- Miles Davis/Marcus Miller: Music from Siesta (1987)
- Miles Davis: Amandla (1989)
- Miles Davis: Live Around the World (1991)
- Billy Idol: Whiplash Smile (1986)
- Al Jarreau: Tenderness (1994)
- Jack DeJohnette/World Saxophone Quartet: Selim Sivad: A Tribute to Miles Davis (1998)
- Wayne Shorter: High Life (1995)
- George Mraz: Bottom Lines (1997)
- Boz Scaggs: Some Change (1994), Fade Into Light (1996), Here’s the Low Down (1998)
- SMV (Stanley Clarke, Marcus Miller, Victor Wooten): Thunder (2008)
- George Benson: Songs and Stories (2009)
- Eddie Palmieri: Sabiduría (2017)

## Filmografie (Auswahl)
- 1990: House Party
- 1992: Boomerang
- 1994: Mister Cool (A Low Down Dirty Shame)
- 1996: Great White Hype – Eine K.O.Mödie (The Great White Hype)
- 1997: Der Teamgeist (The Sixth Man)
- 2000: The Ladies Man
- 2001: Der Schwan mit der Trompete (The Trumpet of the Swan)
- 2001: Die 10 Regeln der Liebe (Two Can Play That Game)
- 2002: Mann umständehalber abzugeben oder Scheidung ist süß (Serving Sara)
- 2003: Das Weiße Haus sieht schwarz (Head of State)
- 2004: Breakin’ All the Rules
- 2005–2009: Alle hassen Chris (Everybody Hates Chris) (Fernsehserie, 88 Episoden)
- 2007: Ich glaub, ich lieb meine Frau (I Think I Love My Wife)
- 2007: This Christmas
- 2011: Mardi Gras: Die größte Party ihres Lebens (Mardi Gras: Spring Break)
- 2017: Marshall
- 2020: Bruderherz (Safety)
- 2023: Candy Cane Lane – Eine Weihnachtsgeschichte (Candy Cane Lane)

## Lexigraphische Einträge
- Wolf Kampmann (Hrsg.), unter Mitarbeit von Ekkehard Jost: Reclams Jazzlexikon. Reclam, Stuttgart 2003, ISBN 3-15-010528-5.
- Martin Kunzler: Jazz-Lexikon. Band 2: M–Z (= rororo-Sachbuch. Bd. 16513). 2. Auflage. Rowohlt, Reinbek bei Hamburg 2004, ISBN 3-499-16513-9.